# ورين (كورنوال)
ورين (بالإنجليزية: Veryan)‏ هي قرية و أبرشية مدنية تقع في المملكة المتحدة في إنجلترا.